# Lecionário 2
O Lecionário 2 (designado pela sigla ℓ 2 na classificação de Gregory-Aland) é um antigo manuscrito do Novo Testamento. Paleograficamente datado do Século X d.C..
Este codex contém lições dos evangelhos, mas com algumas lacunas. Foi escrito em grego, e actualmente se encontra na Biblioteca Nacional da França.